# Тагелаги, Далтон
Далтон Эмани Макамау Тагелаги (англ. Dalton Emani Makamau Tagelagi; род. 5 июня 1968, Алофи) — политик, премьер-министр Ниуэ с июня 2020 года. Был избран премьер-министром Законодательной ассамблеей Ниуэ 11 июня 2020 года победив О’Лава Джейкобсена 13 голосами против 7. Сын Эмани Тагелаги который занимал пост спикера Законодательной ассамблеей Ниуэ с 1976 по 1993 года.
Тагелаги был переизбран, не встретив сопротивления Ассамблее на выборах 2023 года. Впоследствии был переизбран премьер-министром, победив О’Лава Джейкобсена 16 голосами против 4. Он назначил свой кабинет министров 12 мая 2023 года, первый кабинет с гендерным балансом в истории Ниуэ.